# 清末四大奇案 (電視劇)
《清末四大奇案》，香港亞洲電視劇集，1986年9月1日－9月26日間首播，全劇共20集，分爲四個單元，故事改編自史書真實記載的清末四大奇案，分別為楊乃武与小白菜案、刺馬案、名伶楊月樓案及太原奇案。

## 演員表

### 楊乃武与小白菜
- 李青山 飾 楊乃武
- 魏秋樺 飾 畢秀姑（小白菜）
- 劉少君 飾 劉子瀚
- 羅國輝 飾 陳竹山
- 梁漢威 飾 陳錫彤
- 尹天照 飾 興兒
- 鮑漢琳 飾 胡瑞瀾
- 葉玉萍 飾 楊詹氏
- 丁　櫻 飾 葛喻氏
- 秋君君 飾 白母
- 佘文炳 飾 楊父
- 李　亨 飾 詹父
- 鄒偉光 飾 吳仕儒
- 司馬華龍 飾 白尚書
- 伍永森 飾 陳魯
- 敖　龍 飾 錢寶生
- 阮令濤 飾 葛小大
- 梁舜燕 飾 慈禧
- 黃秀香 飾 春香
- 李少強 飾 徐子興

### 楊月樓奇冤
- 魯振順 飾 楊月樓
- 薰　妮 飾 沈月春
- 李嘉玲 飾 韋寶寶
- 王　偉 飾 韋天揚
- 馮素波 飾 寶母
- 黎　宣 飾 奶媽
- 葛振基 飾 吳管事
- 李秀祺 飾 韋傍友
- 甘　山 飾 韋天亮
- 鄧德光 飾 葉春連
- 李子奇 飾 韋傍友
- 孫鏡鴻 飾 英國領事

### 太原奇案
- 李文彪 飾 白明
- 梁錦燊 飾 白父
- 楊得時 飾 福
- 文雪兒 飾 張玉姑
- 唐品昌 飾 曹文璜
- 凌文海 飾 張百萬
- 葉子楣 飾 張金姑
- 苑瓊丹 飾 莫鳳兒
- 吳　回 飾 莫老實
- 蕭山仁 飾 楊縣令
- 駱達華 飾 定慧
- 陳　亮 飾 吳大牛
- 周美玲 飾 吳妻
- 姜貴玉 飾 小翠

### 刺馬案
- 羅石青 飾 張汶祥
- 熊德誠 飾 馬新貽
- 鄭恕峰 飾 曹二虎
- 吳毅將 飾 石錦標
- 孟麗萍 飾 王梅香
- 陳志榮 飾 白都統
- 李銓勝 飾 知府
- 夏玉麟 飾 蔡團練
- 黃耀光 飾 黑幫幫主
- 洪志成 飾 黑幫二幫主
- 楊龍群 飾 黑幫手下甲
- 姜偉光 飾 山賊甲